# 亞塞拜然—瑞士關係
亞塞拜然—瑞士關係是阿塞拜疆與瑞士之間的雙邊關係。亞塞拜然在伯尔尼設有大使館，瑞士在巴库亦設有大使館。兩國都是欧洲委员会和歐洲安全與合作組織正式成員。

## 經濟合作

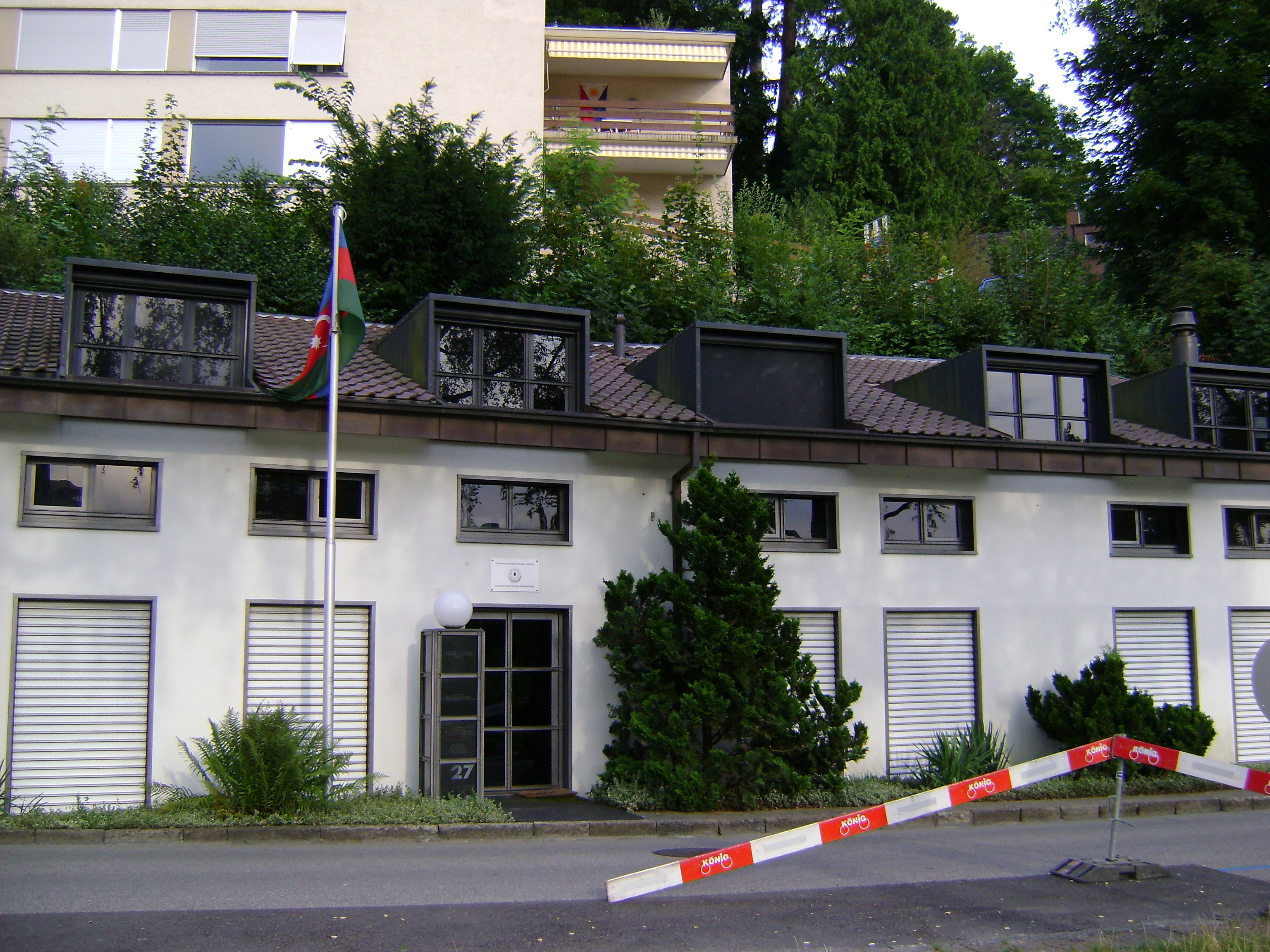
伯恩亞塞拜然大使館

1998年11月，兩國代表會面，同意增進雙方經濟關係，瑞士政府同意向亞塞拜然提供5000萬美元的信貸。
據瑞士联邦经济事务部表示，瑞士視亞塞拜然爲經濟發展合作的重要國家。阿塞拜疆总统強調兩國關係之重要。2000年10月在巴庫簽署政府間貿易與經濟合作協定。
2006年2月，瑞士联邦外交事务部部長訪問亞塞拜然，與總統會面，兩人強調兩國關係之重要。此次訪問的重點主要是經濟合作，但部長還提及亞塞拜然與亞美尼亞衝突問題。隨後2007年10月，瑞士联邦环境、交通、能源与通讯部部長訪問亞塞拜然，之後簽署能源協定。
2009年5月，瑞士聯邦外交事務部部長訪問巴庫，進一步強調兩國關係與長遠發展，而阿塞拜疆外交部部長表示亞塞拜然「非常重視加強與瑞士合作」，並表示希望深化現有雙邊關係。

## 歐洲聯盟
瑞士有功於亞塞拜然與欧洲联盟關係進展，瑞士官員主張歐盟與亞塞拜然建立更密切的關係，以保障歐洲能源安全。瑞士還爲亞塞拜然官員會見西方組織與政府代表提供了「中立場地」。

## 外部連結
- 亞塞拜然駐瑞士大使館
- 瑞士駐亞塞拜然大使館（页面存档备份，存于）